# Un raisin au soleil (pièce de théâtre)
Un raisin au soleil (A Raisin in the Sun) est une pièce de théâtre américaine de Lorraine Hansberry, créée à Broadway en 1959.
Le titre est inspiré d’un poème de Langston Hughes, Harlem. En racontant l’histoire d’une famille afro-américaine vivant pauvrement à Chicago et qui se questionne sur la bonne utilisation d’un chèque de 10 000 dollars, Lorraine Hansberry évoque un épisode de son enfance. En effet, en 1940, son père, Carl Hansberry, courtier immobilier à succès, gagne le droit devant la Cour suprême des États-Unis d’acquérir une maison dans un quartier blanc de Chicago. L’affaire, qui fait grand bruit, est connue dans la jurisprudence civile américaine sous le nom de Hansberry v. Lee (en).

## Argument
La famille Younger — Walter, sa femme Ruth, leur fils Travis, sa mère Lena (Maman) et sa sœur Beneatha — habite dans un petit appartement d'un quartier noir de Chicago aux années 1950. Walter peine à gagner sa vie avec un poste de chauffeur. Bien que Ruth accepte la condition modeste de la famille, Walter est toujours frustré de son sort et rêve d'une existence meilleure. Walter et ses amis Willy et Bobo conspirent pour acheter un débit de boissons, contre la volonté de Ruth et Maman.
La famille a récemment perdu le père de Walter et Beneatha, et Maman attend un chèque d'assurance-vie de 10 000 dollars. Walter croit qu'il a le droit d'utiliser cet argent pour réaliser son rêve, mais Maman exprime son opposition à la vente des boissons alcoolisés, qui vient de ses fortes convictions religieuses. Quant à Beneatha, elle insiste que l'argent appartient à Maman et c'est donc à elle de décider comment faire avec.
Maman, qui a toujours rêvé d'une maison avec un jardin, décide d'acheter une maison en banlieue, mais cette demeure sera dans un quartier entièrement blanc, où les prix résidentiels sont raisonnables. Walter est énormément déçu par cette décision, et de plus, la famille apprend que d'autres familles noires qui ont déménagé dans les quartiers blancs ont subi des actes de terrorisme. Maman n'en est pas dissuadé tout de même, mais Walter est dévasté et arrête d'aller au travail.
Quand elle se rend compte du mauvais état émotionnel de son fils, Maman (qui a payé 3 500 dollars pour la maison) cède et lui permet d'utiliser 3 500 $ de l'argent comme il voulait, à condition qu'il verse l'autre 3 000 $ dans un compte bancaire, afin de payer les frais de scolarité de Beneatha, qui veut devenir médecin. Walter devient fou de joie et rêve d'une nouvelle vie.
Juste au moment où tout semble mise en ordre pour la famille, un homme blanc, Karl Lindner arrive avec une proposition : les résidents du quartier blanc, ne voulant pas de voisins noirs, veulent racheter cette maison (avec un profit) des Younger. La famille est outragée et Walter lui exige de quitter sa domicile.
Peu après, Walter réfléchit à l'offre et change d'avis ; il est séduit par la somme proposée et croit qu'elle vaut bien la douleur de perdre cette maison. Les trois femmes de la famille n'en reviennent pas : prendre l'argent dans ces conditions leur semblent absolument inacceptable, un affront à leur dignité.
Au même temps, Beneatha doit choisir entre deux jeunes hommes : George Murchison, issu d'une famille afro-américaine riche (mais un peu trop « assimilée » pour son goût), et Joseph Asagai, un étudiant du Nigeria qui veut l'emmener avec lui dans son pays. Graduellement elle est attirée par sa description d'une Afrique jeune et vierge, qui a su garder sa propre culture en dépit du colonialisme européen.
Walter appelle Lindner et l'invite à y revenir pour discuter les termes — contre le gré du reste de la famille, qui continue à penser que ce soit une honte. Puis, son ami Bobo arrive avec des nouvelles désastreuses : Willy a volé tout l'argent, y compris les 3 000 $ censés être mis au compte bancaire pour Beneatha. La famille est de nouveau ruinée, et les rêves de Walter et Beneatha brisés.
Lindner arrive à l'appartement, et Walter semble prêt à accepter son offre. Mais à la dernière minute, il change d'avis et se rachète en déclarant que la fierté de sa famille n'est pas à vendre. La famille déménage vers un avenir incertain dans sa nouvelle maison.